# Savamar
Savamar (em persa: ثوامر, também romanizada como S̄avāmar e Savāmer) é uma aldeia do distrito rural de Shalahi, no condado de Abadan, na província de Khuzistão, Irã.
Segundo o censo de 2006, sua população era de 1 283 habitantes, em 243 famílias.